# Campos de Júlio
Campos de Júlio là một đô thị thuộc bang Mato Grosso, Brasil. Đô thị này có diện tích 6804,577 km², dân số năm 2007 là 4770 người, mật độ 0,7 người/km².